# جون ويلسون (سياسي أمريكي، مواليد 1983)
جون ويلسون (بالإنجليزية: John Wilson)‏ هو سياسي أمريكي، ولد في 24 أكتوبر 1983. نشط حزبياً في الحزب الديمقراطي. وقد انتخب عضو مجلس نواب كنساس.

## وصلات خارجية
- الموقع الرسمي